# Laciniodes denigrata
Laciniodes denigrata là một loài bướm đêm trong họ Geometridae.